# Jugband Blues
«Jugband Blues» es una canción del grupo británico Pink Floyd, incluida en su segundo álbum A Saucerful of Secrets en 1968. Fue escrita por Syd Barrett siendo esta su única contribución en el disco y a la vez, su última canción publicada con Pink Floyd.
A petición de Barrett, la canción cuenta con la participación de la banda del Ejército de Salvación.
Los fanes consideran a esta triste pieza como la despedida de Barrett, que ya en las primeras sesiones de grabación de A Saucerful of Secrets la reducción del delirante estado de ánimo de Syd y su poca participación dentro de la banda debido a su adicción a las drogas psicoactivas lo alejaban cada vez más, como puede deducirse en ciertas partes de la canción: ("I don't care if the sun don't shine/ And I don't care if nothing is mine" - "No me importa si el sol no brilla / Y no me importa si nada es mío").

## Personal e instrumentario
- Syd Barrett - guitarra sajona, guitarra eléctrica, voz principal
- Richard Wright - órgano Farfisa, silbote irlandés
- Roger Waters - bajo
- Nick Mason - batería, castañuelas, kazoo

Con 
- 8 músicos del Ejército de Salvación (The International Staff Band, en inglés) - Ray Bowes (corneta), Terry Camsey (corneta), Mac Carter (trombón), Les Condon (tuba en mi bemol), Maurice Cooper (bombardino), Ian Hankey (trombón), George Whittingham (tuba en mi bemol), y otro más.